# 둠스데이 알고리즘
둠스데이 알고리즘(Doomsday algorithm)은 존 호턴 콘웨이가 발명한 알고리즘으로, 임의의 날짜에 해당하는 요일을 쉽게 구하는 데에 쓰인다.
한 해에서 다음 날짜는 언제나 요일이 같다.
- 2월의 마지막 날 (2월 28일이나 2월 29일.)
- 4월 4일
- 6월 6일
- 8월 8일
- 10월 10일
- 12월 12일

이것은 일과 월이 모두 4부터 12사이의 짝수로 되어 있으므로 외우기 쉽다. 한편, 다음과 같은 날들도 위의 날짜들과 요일이 같다.
- 5월 9일
- 9월 5일
- 7월 11일
- 11월 7일

(이것은 흔히 'nine-to-five', 'seven-eleven'이라고 외운다.)
그리고 1월과 3월은 다음 날짜를 사용한다.
- 1월 3일(윤년의 경우는 1월 4일)(이것은 보통 the 3rd 3 years in 4 and the 4th in the 4th 로 외운다.)
- 3월 0일 (3월 1일의 전날. 2월의 마지막 날에 해당)

이와 같이 한 해에서 요일이 같은 날들을 일컬어 둠스데이(Doomsday)라고 한다. 이 날짜와 그 해의 둠스데이의 요일만 기억하고 있으면, 날짜에 따른 요일을 쉽게 구할 수 있다.

## 원리
어떤 한 날과 다른 한 날의 요일이 같으려면, 그 두 날 사이의 날짜 차이가 7의 배수여야 한다. 예를 들어서 1월 1일과 1월 8일, 1월 15일은 같은 요일이라는 것을 쉽게 알 수 있다.
앞에서 4월 4일과 6월 6일은 63일 차이가 나며, 6월 6일과 8월 8일 역시 63일 차이가 난다. 이와 같이, 한 해 안에서 요일이 서로 같은 둠스데이의 날짜 차이 역시 7의 배수이다. 둠스데이는 한 해 안에서 항상 요일이 같은 날들, 예를 들자면 1월 1일과 1월 8일 같은 날들 중 사람들이 기억하기 쉬운 날짜를 선택해서 만든 날들이다.

## 연도별 둠스데이에 해당하는 요일
그레고리력으로 2025년의 둠스데이는 금요일이다.
| 월   | 화   | 수   | 목   | 금   | 토   | 일   | 월   | 화   | 수   | 목   | 금   | 토   | 일   |
| ---- | ---- | ---- | ---- | ---- | ---- | ---- | ---- | ---- | ---- | ---- | ---- | ---- | ---- |
| 1898 | 1899 | 1900 | 1901 | 1902 | 1903 | →    | 1904 | 1905 | 1906 | 1907 | →    | 1908 | 1909 |
| 1910 | 1911 | →    | 1912 | 1913 | 1914 | 1915 | →    | 1916 | 1917 | 1918 | 1919 | →    | 1920 |
| 1921 | 1922 | 1923 | →    | 1924 | 1925 | 1926 | 1927 | →    | 1928 | 1929 | 1930 | 1931 | →    |
| 1932 | 1933 | 1934 | 1935 | →    | 1936 | 1937 | 1938 | 1939 | →    | 1940 | 1941 | 1942 | 1943 |
| →    | 1944 | 1945 | 1946 | 1947 | →    | 1948 | 1949 | 1950 | 1951 | →    | 1952 | 1953 | 1954 |
| 1955 | →    | 1956 | 1957 | 1958 | 1959 | →    | 1960 | 1961 | 1962 | 1963 | →    | 1964 | 1965 |
| 1966 | 1967 | →    | 1968 | 1969 | 1970 | 1971 | →    | 1972 | 1973 | 1974 | 1975 | →    | 1976 |
| 1977 | 1978 | 1979 | →    | 1980 | 1981 | 1982 | 1983 | →    | 1984 | 1985 | 1986 | 1987 | →    |
| 1988 | 1989 | 1990 | 1991 | →    | 1992 | 1993 | 1994 | 1995 | →    | 1996 | 1997 | 1998 | 1999 |
| →    | 2000 | 2001 | 2002 | 2003 | →    | 2004 | 2005 | 2006 | 2007 | →    | 2008 | 2009 | 2010 |
| 2011 | →    | 2012 | 2013 | 2014 | 2015 | →    | 2016 | 2017 | 2018 | 2019 | →    | 2020 | 2021 |
| 2022 | 2023 | →    | 2024 | 2025 | 2026 | 2027 | →    | 2028 | 2029 | 2030 | 2031 | →    | 2032 |
| 2033 | 2034 | 2035 | →    | 2036 | 2037 | 2038 | 2039 | →    | 2040 | 2041 | 2042 | 2043 | →    |
| 2044 | 2045 | 2046 | 2047 | →    | 2048 | 2049 | 2050 | 2051 | →    | 2052 | 2053 | 2054 | 2055 |
| →    | 2056 | 2057 | 2058 | 2059 | →    | 2060 | 2061 | 2062 | 2063 | →    | 2064 | 2065 | 2066 |
| 2067 | →    | 2068 | 2069 | 2070 | 2071 | →    | 2072 | 2073 | 2074 | 2075 | →    | 2076 | 2077 |
| 2078 | 2079 | →    | 2080 | 2081 | 2082 | 2083 | →    | 2084 | 2085 | 2086 | 2087 | →    | 2088 |
| 2089 | 2090 | 2091 | →    | 2092 | 2093 | 2094 | 2095 | →    | 2096 | 2097 | 2098 | 2099 | 2100 |

## 같이 보기
- 암산